# Epiblema desertana
Epiblema desertana es una especie de polilla del género Epiblema, familia Tortricidae.
Fue descrita científicamente por Zeller en 1875.

## Distribución
Se encuentra en los Estados Unidos (Texas).